# معادله برن–لانده
معادله برن–لانده(به انگلیسی: Born–Landé equation) روشی برای محاسبه انرژی شبکه یک ترکیب یونی بلوری است. در سال ۱۹۱۸  ماکس برن و آلفرد لانده پیشنهاد کردند که انرژی شبکه از پتانسیل الکترواستاتیک شبکه یونی و یک بخش پتانسیل دافعه تشکیل می‌شود.
{\displaystyle E=-{\frac {N_{A}Mz^{+}z^{-}e^{2}}{4\pi \varepsilon _{0}r_{0}}}\left(1-{\frac {1}{n}}\right)}
که در آن: 
- N A = ثابت آووگادرو ؛
- M = ثابت مادلونگ ، مربوط به هندسه بلور.
- z + = تعداد بار کاتیون
- z - = تعداد بار آنیون
- E = بار الکتریکی ابتدایی ، 1.6022 ‎×۱۰−۱۹ C
- ε 0 = ثابت گذردهی خلأ
۴π ε 0 = 1.112 ‎×۱۰−۱۰ C 2 / (J · m)
- r 0 = فاصله تا نزدیکترین یون
- n = ثابت برن، به طور معمول عددی بین ۵ تا ۱۲، به طور عملی با اندازه‌گیری تراکم پذیری جامد، یا به صورت نظری تعیین می‌شود.

مقایسه مقادیر محاسبه شده و تجربی برای انرژی شبکه چند ترکیب یونی 
| ترکیب | محاسبه شده   | تجربی        |
| ----- | ------------ | ------------ |
| NaCl  | −756 kJ/mol  | −787 kJ/mol  |
| LiF   | −1007 kJ/mol | −1046 kJ/mol |
| CaCl2 | −2170 kJ/mol | −2255 kJ/mol |

## ثابت برن
ثابت برن معمولاً بین ۵ تا ۱۲ است. مقادیر تقریبی تجربی در زیر ذکر شده‌است:
| آرایش یونی | He | Ne | Ar, Cu+ | Kr, Ag+ | Xe, Au+ |
| ---------- | -- | -- | ------- | ------- | ------- |
| n          | ۵  | ۷  | ۹       | ۱۰      | ۱۲      |